# Ровескала
Ровескала (італ. Rovescala) — муніципалітет в Італії, у регіоні Ломбардія, провінція Павія.
Ровескала розташована на відстані близько 430 км на північний захід від Рима, 55 км на південь від Мілана, 25 км на південний схід від Павії.
Населення — 900 осіб (2014).
Щорічний фестиваль відбувається 22 серпня. 

## Демографія
Населення за роками:

Станом на 1 січня 2023 року в муніципалітеті офіційно проживало 168 іноземців з 9 країн, серед них 130 громадян країн Євросоюзу та 6 громадян України.

## Сусідні муніципалітети
- Кастель-Сан-Джованні
- Монту-Беккарія
- Сан-Дам'яно-аль-Колле
- Санта-Марія-делла-Верса
- Ціано-П'ячентіно